# Manuel Frigo
Manuel Frigo (* 18. Februar 1997 in Cittadella) ist ein italienischer Schwimmer, der eine Silbermedaille und eine Bronzemedaille bei Olympischen Spielen gewann. Bei Weltmeisterschaften erhielt er bis 2024 zwei Silbermedaillen und eine Bronzemedaille auf der 50-Meter-Bahn sowie zwei Goldmedaillen, zwei Silbermedaillen und eine Bronzemedaille auf der 25-Meter-Bahn. Bei Europameisterschaften erschwamm er zweimal Gold und dreimal Bronze auf der 50-Meter-Bahn.

## Sportliche Karriere
Die Junioreneuropameisterschaften 2015 wurden im Rahmen der Europaspiele 2015 in Baku ausgetragen. Manuel Frigo schwamm im Vorlauf der 4-mal-100-Meter-Freistilstaffel, die im Finale Silber gewann.
2019 bei den Weltmeisterschaften in Gwangju belegte die italienische 4-mal-100-Meter-Freistilstaffel mit Santo Condorelli, Manuel Frigo, Luca Dotto und Alessandro Miressi den vierten Platz mit 0,17 Sekunden Rückstand auf Bronze. Manuel Frigo, Alessandro Miressi, Ilaria Bianchi und Federica Pellegrini wurden Achte in der 4-mal-100-Meter-Mixed-Freistilstaffel.

### Das Olympiajahr 2021
Wegen der COVID-19-Pandemie wurden 2020 keine internationalen Meisterschaften ausgetragen. 2021 nahm Zazzeri an drei internationalen Meisterschaften teil, die alle aus dem Vorjahr verschoben waren. Im Mai 2021 fanden die Europameisterschaften in Budapest statt. Die 4-mal-100-Meter-Freistilstaffel mit Alessandro Miressi, Lorenzo Zazzeri, Thomas Ceccon und Manuel Frigo gewann die Bronzemedaille hinter Russen und Briten. Ebenfalls Bronze holte die 4-mal-200-Meter-Freistilstaffel, hier war Frigo im Vorlauf geschwommen. Eine dritte Bronzemedaille erhielt Frigo für seinen Einsatz im Vorlauf der 4-mal-100-Meter-Mixed-Freistilstaffel.
Bei den Olympischen Spielen in Tokio schwamm Frigo nur in der 4-mal-100-Meter-Freistilstaffel. Alessandro Miressi, Santo Condorelli, Lorenzo Zazzeri und Manuel Frigo schwammen die schnellste Vorlaufzeit. Im Endlauf waren Miressi, Ceccon, Zazzeri und Frigo 0,18 Sekunden schneller als die Vorlaufstaffel und wurden Zweite hinter dem Quartett aus den Vereinigten Staaten. Während der Abstand zu den Amerikanern über eine Sekunde betrug, lagen die drittplatzierten Australier nur 0,11 Sekunden hinter den Italienern. Im Dezember fanden in Abu Dhabi die Kurzbahnweltmeisterschaften 2021 statt. In der 4-mal-100-Meter-Freistilstaffel siegten die Russen mit 0,16 Sekunden Vorsprung vor Alessandro Miressi, Thomas Ceccon, Leonardo Deplano und Lorenzo Zazzeri, Frigo erhielt ebenfalls Silber, da er im Vorlauf geschwommen war. In der 4-mal-50-Meter-Freistilstaffel gewannen Deplano, Zazzeri, Frigo und Miressi mit 0,14 Sekunden vor den Russen.

### 2022 mit zwei Europameistertiteln und 2023
Im Juni 2022 bei den Weltmeisterschaften in Budapest gewann die 4-mal-100-Meter-Freistilstaffel mit Miressi, Ceccon, Zazzeri und Frigo die Bronzemedaille hinter der US-Staffel und den Australiern, wobei die Italiener 0,15 Sekunden Rückstand auf Silber hatten.
Zwei Monate nach den Weltmeisterschaften wurden die Europameisterschaften in Rom ausgetragen. Die italienische 4-mal-100-Meter-Freistilstaffel mit Alessandro Miressi, Thomas Ceccon, Lorenzo Zazzeri und Manuel Frigo siegte mit fast zwei Sekunden vor den Ungarn. Die 4-mal-100-Meter-Lagenstaffel erreichte das Finale als schnellste Staffel mit der Besetzung Michele Lamberti, Federico Poggio, Federico Burdisso und Manuel Frigo. Im Finale hatten Thomas Ceccon, Nicolò Martinenghi, Matteo Rivolta und Alessandro Miressi vier Sekunden Vorsprung vor den zweitplatzierten Franzosen. In der 4-mal-100-Meter-Mixed-Freistilstaffel schwamm Frigo im Vorlauf mit, im Finale belegte sein Team den vierten Platz mit 0,22 Sekunden Rückstand auf die drittplatzierte schwedische Staffel.
Ende 2022 bei den Kurzbahnweltmeisterschaften in Melbourne siegten Miressi, Paolo Conte Bonin, Leonardo Deplano und Thomas Ceccon in der 4-mal-100-Meter-Freistilstaffel mit neuem Weltrekord mit fast zwei Sekunden Vorsprung vor den Australiern. Im Vorlauf war Frigo für Ceccon geschwommen. In der 4-mal-50-Meter-Freistilstaffel siegten die Australier mit 0,04 Sekunden Vorsprung auf Miressi, Deplano, Ceccon und Manuel Frigo. Nach Gold und Silber erhielt Frigo noch eine Bronzemedaille für seinen Vorlaufeinsatz mit der 4-mal-200-Meter-Freistilstaffel.
2023 bei den Weltmeisterschaften in Fukuoka siegten die Australier in der 4-mal-100-Meter-Freistilstaffel. 0,33 Sekunden hinter den Australiern und 0,32 Sekunden vor dem US-Team gewannen Alessandro Miressi, Manuel Frigo, Lorenzo Zazzeri und Thomas Ceccon die Silbermedaille. Über 100 Meter Freistil schied Frigo im Vorlauf aus.

### 2024 mit Weltmeisterschaftssilber und Olympiabronze
Im Februar 2024 bei den Weltmeisterschaften in Doha schwamm die 4-mal-100-Meter-Freistilstaffel mit Lorenzo Zazzeri, Paolo Conte Bonin, Leonardo Deplano und Alessandro Miressi die zweitschnellste Vorlaufzeit. Im Endlauf waren Alessandro Miressi, Lorenzo Zazzeri, Paolo Conte Bonin und Manuel Frigo fast eine Sekunde schneller als die Vorlaufstaffel und gewannen Silber hinter den Chinesen und vor dem Quartett aus den Vereinigten Staaten. Über 100 Meter Freistil schied Frigo als Halbfinalneunter aus, vier Hundertstelsekunden fehlten für das Finale. Die 4-mal-100-Meter-Mixed-Freistilstaffel mit Alessandro Miressi, Manuel Frigo, Sofia Morini und Chiara Tarantino erreichte den fünften Platz.
Fünf Monate nach den Weltmeisterschaften bei den Olympischen Spielen in Paris schwamm die 4-mal-100-Meter-Freistilstaffel mit Lorenzo Zazzeri, Leonardo Deplano, Paolo Conte Bonin und Manuel Frigo die sechstbeste Vorlaufzeit. Im Endlauf waren Alessandro Miressi, Thomas Ceccon, Paolo Conte Bonin und Manuel Frigo über zwei Sekunden schneller als die Vorlaufstaffel und schlugen als Dritte an hinter der US-Staffel und den Australiern.